# Elsaß-Lothringische D 22
Die Fahrzeuge der Gattung D 2 waren Tenderlokomotiven der Reichseisenbahnen in Elsaß-Lothringen. Sie liefen später unter der Bezeichnung T 3.
Die Fahrzeuge orientierten sich an der Preußischen T 3.
Ein Fahrzeug, die AL 6114 (Cn2t, Grafenstaden 1891/Werknummer 4324) des Vereins AMTF Train 1900 ist erhalten geblieben und befindet sich z. Zt. (2014) zur fahrfähigen Wiederaufarbeitung im Dampflokwerk Meiningen.